# مرغ ترش
مرغ ترش (به گیلکی: تورش کِرک)، یکی از غذاهای محلی در استان گیلان و استان مازندران است.
مواد مرغ ترش را مرغ، انواع سبزی (تره، جعفری (گیاه)، گشنیز، نعنا، شوید و خلواش)، آب غوره یا آب نارنج یا آب لیمو، تخم مرغ، سیر، لپه، پیاز و نمک و فلفل سیاه تشکیل می‌دهد. باقلا در این خورش نباید له باشد بلکه باید تا حدی نرم شده باشد. در صورتی‌که خلواش (نوعی پونهٔ وحشی ویژه گیلان) تازه یا خشک در دسترس نباشد، خورش را می‌توان بدون آن نیز تهیه کرد.